# Iris relicta
Iris relicta är en irisväxtart som beskrevs av Colas. Iris relicta ingår i släktet irisar, och familjen irisväxter. Inga underarter finns listade i Catalogue of Life.